# Titus Brandsmakapel
De Titus Brandsmakapel is een gemeentelijk monument aan de Kroonstraat 114 in Nijmegen. Deze kapel dateert uit 1960.
De kapel en bijbehorende pyloon zijn een ontwerp van de architect Pieter Dijkema, die was geïnspireerd door de opvattingen van de Bossche School. 

## Architectuur
De bakstenen gevels zijn gesloten, zonder ramen en sober uitgevoerd. Boven de entree is een mozaïek van Maria met Kind geplaatst, binnen op de achterwand een schildering van Christus; beide werken van kunstenaar Jan van Eyk.

## Historische verwijzing
De kapel staat op de plek waar karmelietenpater en hoogleraar wijsbegeerte Titus Brandsma in januari 1942 wegens zijn verzet door de Duitse bezetter werd opgepakt, om later dat jaar in het concentratiekamp Dachau te worden vermoord. Het meerlagige interieur met domein, de hof en cel zijn een impliciete verwijzing naar het kamp, de barak en de gevangeniscel van Dachau. Aan de straatkant staat een vrijstaande, 12,5 meter hoge pyloon die verwijst naar de wachttoren. Tussen de vier witte betonnen palen van ongelijke hoogte hangt een bronzen plastiek van Frans Verhaak dat een mitrailleur voorstelt.

## Gemeentelijk monument
Kapel en pyloon worden gewaardeerd als duidelijk herkenbare herinnering aan de heilig verklaarde Titus Brandsma. De Titus Brandsmakapel blijkt representatief voor het werk van architect Dijkema en inmiddels een zeldzaam voorbeeld van de opvattingen van de sacrale Bossche Schoolarchitectuur in Nijmegen.

## Huidige functie
De Titus Brandsmakapel is bezit van stichting Het Kruispunt Nijmegen, die zich inzet voor het welzijn en de geestelijke verzorging van de dak- en thuislozen van Nijmegen. Doordeweeks worden voor deze doelgroep doorlopend laagdrempelige activiteiten georganiseerd. Ook zondagsvieringen worden nog regelmatig georganiseerd in de kapel, zij het niet in strikt katholieke of zelfs christelijke traditie.

## Varia
- Aan het Keizer Karelplein staat ook een kerk ter nagedachtenis aan Brandsma, de Titus Brandsma Gedachteniskerk.